# Roadrunners de Phoenix (LIH)
Pour les articles homonymes, voir Roadrunners de Phoenix.
Les Roadrunners de Phoenix sont une franchise de hockey sur glace ayant évolué dans la Ligue internationale de hockey.

## Historique
L'équipe a été créée en 1989 à Phoenix en Arizona à la suite du déménagement des Rangers de Denver et évolua dans la LIH de 1989 à 1997.

### Saisons en LIH
Note : PJ : parties jouées, V : victoires, D : défaites, N : matchs nuls, DP : défaite en prolongation, DF : défaite en fusillade, Pts : Points, BP : buts pour, BC : buts contre, Pun : minutes de pénalité
| Saison    | PJ | V  | D  | N | DP | Pts | Classement                   | Séries éliminatoires | Entraîneur               |
| --------- | -- | -- | -- | - | -- | --- | ---------------------------- | -------------------- | ------------------------ |
| 1989-1990 | 82 | 27 | 44 | 0 | 11 | 65  | 5e place, division Ouest     | Non qualifiés        | Garry Unger              |
| 1990-1991 | 82 | 38 | 36 | 0 | 9  | 85  | 3e place, division Ouest     | Éliminé en 2e ronde  | Ralph Backstrom          |
| 1991-1992 | 82 | 29 | 46 | 0 | 7  | 65  | 5e place, division Ouest     | Non qualifiés        | Ralph Backstrom          |
| 1992-1993 | 82 | 26 | 50 | 0 | 6  | 58  | 3e place, division Pacifique | Non qualifiés        | Tim Bothwell             |
| 1993-1994 | 81 | 40 | 36 | 0 | 5  | 85  | 3e place, division Pacifique | Non qualifiés        | Tim Bothwell Rick Dudley |
| 1994-1995 | 81 | 41 | 26 | 0 | 14 | 96  | 3e place, division Sud-Ouest | Éliminé en 2e ronde  | Rob Laird                |
| 1995-1996 | 82 | 36 | 35 | 0 | 11 | 83  | 3e place, division Sud       | Éliminé en 1er ronde | Rob Laird                |
| 1996-1997 | 82 | 27 | 42 | 0 | 13 | 67  | 5e place, division Sud       | Non qualifiés        | John Perpich             |